# 天堂洞

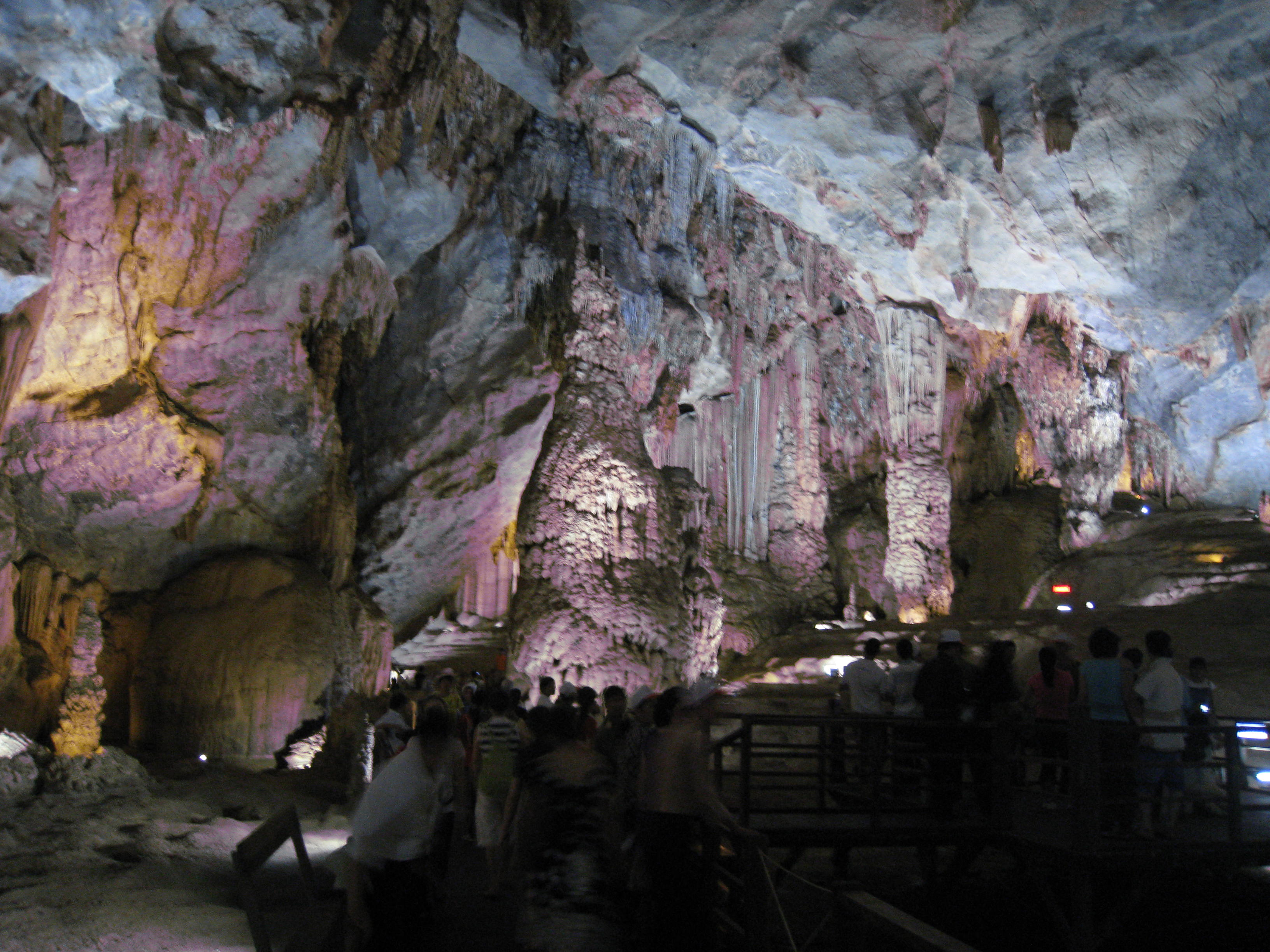
天堂洞

天堂洞是越南廣治省峰牙-己榜国家公园内的一个洞穴。洞穴由当地人在2005年发现，同年，英国洞穴研究协会对洞穴进行考察，在洞内前行了约31公里，因遭遇洪水而停止。尽管如此，天堂洞依然成为了迄今为止发现的亚洲上最长的单体洞穴。洞中，钟乳石和石筍使英国探险家觉得印象，他们就称其为＂天堂洞＂。
公园位於河内以南500公里，其南220公里為顺化市，其距省会洞海市60公里，西部與老挝Hin Namno生態多樣性保護区相邻，距老挝-越南边界线及南海北部湾均大约42公里。从河内可以经由统一铁路、河内胡志明市公路和洞海机场抵達該洞。
洞发现初期，为了探险洞中探险家要爬山。一家地方集团（长盛集团）进行投资，建筑通路，照明，旅客服务基础，从2010年9月3日，旅客可以参观天堂洞。